# Hektograf

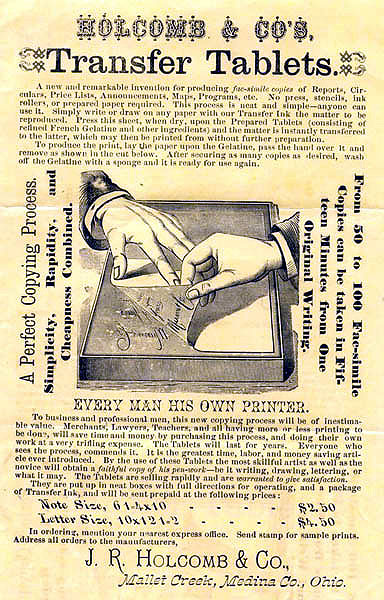
Annons för hektograf (1876)

Hektograf (alternativt namn kromograf) är en apparat för att mångfaldiga skrift och tecknade bilder. Den är enkel att tillverka för envar. Metoden kom i ropet i mitten på 1800-talet, och praktiserades ända intill de första decennierna av 1900-talet.
Hektografen använder en gelatinmassa som suger upp anilinfärg från ett original på lätt sugande papper som ger ett spegelvänt avtryck i massan. Tryckningen görs genom att man pressar pappersark ett och ett mot massan. Papperet suger då upp lite av den skrift som lagrats i gelatinmassan. För att man ska få så många tydliga kopior som möjligt bör avdragspapperen vara glättade, så att de inte suger åt sig mer bläck från gelatinmassan än nödvändigt.
Sedan önskat antal kopior avdragits, kan hektografen återställas genom avtorkning med en lätt fuktad svamp, och kan sedan användas för nytt original. Detta kan upprepas i princip hur många gånger som helst, men varje avtorkning medför viss massaförlust, så antalet återanvändningar är inte oändligt.
Avtorkningen bör göras snarast efter det sista kopian dragits, då annars bläckrester sugs in i massan och grumlar den, vilket visar sig som smuts på avdragen vid förnyad användning med nytt original.

## Etymologi
Hekto är grekiska för hundra. Graf kan härledas från grekiska grafein, som betyder skrift, alltså hundra skrivna blad. Dock är antalet hundra överdrivet, eftersom man i bästa fall kan få ut cirka femtio kopior innan skriften blir alltför svag för att kunna användas.
En nyare metod, som kom fram under senare delen av 1900-talet är spritduplicering, men det kräver något mer komplicerad apparatur. Ett varumärke för detta är Ormig. Nu på 2000-talet har även spritduplicering blivit en föråldrad metod, och apparatur och tillbehör för detta har utgått från allmän handel.

## Några recept[1]

### Hektografmassa
|              | Enligt Lebaigue | Enligt W Wartha (1) | Enligt W Wartha (2)        | Enligt Kwaysser & Husak |  |
| ------------ | --------------- | ------------------- | -------------------------- | ----------------------- |  |
| Vatten       | 375 g           |                     |                            | 2 g                     |  |
| Glycerin     | 375 g           | 1 000 g             | 1 200 g                    | 4 g (Temperatur 30 °C)  |  |
| Gelatin      | 100 g           | 100 g               | 100 g                      | 1 g                     |  |
| Kaolin       | 50 g            |                     |                            |                         |  |
| Dextrin      |                 | 100 g               |                            |                         |  |
| Bariumsulfat |                 | Q S                 | 500 cm3 (Tvättad fällning) |                         |  |

──────────
1. ↑  Gaston Tissander: Vetenskapliga tidsfördrif, Gotlands Allehandlas tryckeri, Visby 1882, sida 254
2. ↑  Quantum Satis = efter behov

Man får anta att Kwaysser & Husaks recept bara antyder proportionerna, som då måste multipliceras med en lämplig faktor för att en praktiskt användbar mängd ska erhållas. Ändamålet med tillsatserna kaolin och bariumsulfat är att göra massan vit, varigenom originalavtrycket lättare syns. I ett modernare recept från mitten av 1900-talet ingår en mindre mängd fenolftalein som mögelförebyggande medel. Blandningen smältes, tages av värmen och omröres kontinuerligt till den börjar tjockna, då den hälles i en ca 3 cm hög plåtlåda något större än storleken på det största avdragspapper man avser använda, i normalfallet idag A4 (210 × 297 mm). Utan att proportionerna anges, antyder källan att man även kan använda en blandning av gelatin och sirap av "samma slag som använts till boktryckerivalsar", ett begrepp som i medio av 1800-talet tydligen ansågs bekant, men som i dagens svenska samhälle inte är självklart.

### Hektografbläck
|              | Violett bläck (1) | Violett bläck (2) | Rött bläck |
| ------------ | ----------------- | ----------------- | ---------- |
| Vatten       | 30 g              | 7 g               | 10 g       |
| Pariserblått | 10 g              | 1 g               |            |
| Alkohol      |                   | 1 g               | 1 g        |
| Anilinacetat |                   |                   | 2 g        |